# Walter-Gletscher
Der Walter-Gletscher ist ein Gletscher im Nordosten der westantarktischen Alexander-I.-Insel. Er fließt in ostnordöstlicher Richtung und mündet in die Südflanke des Moran-Gletschers, kurz bevor dieser die Schokalskibucht erreicht.
Das Advisory Committee on Antarctic Names benannte ihn nach Commander Howard J. Walter (* 1931) von der United States Navy, Pilot einer Lockheed C-130 bei der Flugstaffel VXE-6 während der Deep Freeze Operationen der Jahre 1970 und 1971.